# Панегірик

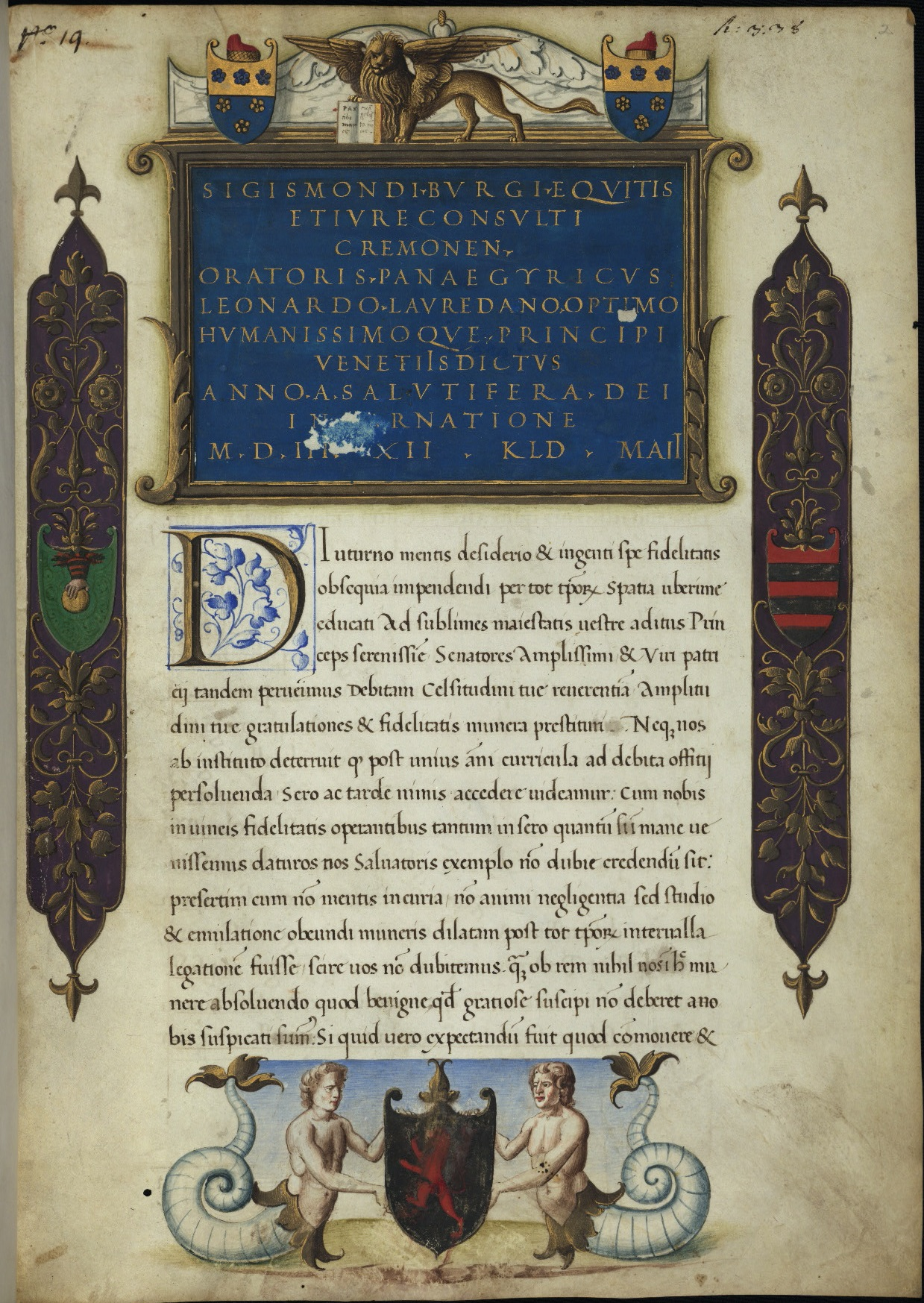
Титульний аркуш Панегірика Леонардо Лоредана (1503), створеного на честь Леонардо Лоредана, 75-го дожа Венеції, зараз зберігається в Художньому музеї Волтерса в Балтиморі.

Панегі́рик (дав.-гр. πανηγυρικος (Λόγος) — похвальна промова на урочистих усенародних зборах (є похідним від πανήγυρις/πανάγυρις — урочистість, усенародне свято, що складається з основ παν — все і άγυρις — зібрання, натовп, пов'язаного з αγείρω — збираю, скликаю) — поетичний жанр, притаманною ознакою якого є захоплена похвала та уславлення визначної події чи подвигів видатної людини. У стародавній Греції та Римі панегірики використовували як надгробні промови, що прославляли подвиги померлих. А в Україні в першій половині XVII століття став поширеним різновидом поезії. Згодом став одним з літературних напрямів, прикладом красномовного мистецтва — використання різних словесних форм для возвеличення окремих осіб та подій.

## Історія
Греки запозичували в єгиптян звичай говорити промови під час поховання покійних і зрештою створили особливий рід літератури й ораторського мистецтва. Уже за часів Солона відомі особи виголошували такі промови під час поховань. «De mortuis aut bene, aut nihil» («Про мертвих або добре, або нічого») — говорили римляни, і надгробні промови їх завжди відрізнялися похвалами. З панегіричних промов давніх часів особливою є промова Перикла на честь полеглих при Марафоні і Саламіні (у Фукідіда) та промова Лісія як похвала воїнам, які билися з Корінфом. Метою цих промов було надихнути атенян до нових жертв для блага і порятунку батьківщини. У буквальному значенні слова панегіриком (від πᾶν — весь і ἀγορά — афінський форум, агора) стали називати усну промову перед народом на честь певної особи, міста або нації, яка містить в собі похвалу, без жодної критики. З пам'яток такого красномовства в Греції зберігся до нашого часу тільки панегірик Афінам Ісократа (386 р. до н. е.).
У римській літературі є відомий панегірик Плінія Молодшого, з нагоди призначення Траяна консулом — зразок тонких та дотепних лестощів. «Життя Агріколи» Тацита — ще один приклад панегірика в римській літературі, але вже без жодних лестощів живій особі.
З поширенням християнства похвальне слово померлим стає дедалі більше схожим на апологію релігії і настанови живим, що характерно для церковних проповідей. Це започаткувало традицію панегіриків у день різних святих, панегірики зайняли чільне місце в житіях святих. Панегірики святим і правителям наповнювалися риторичними прикрасами, часто з перебільшеннями і справляли неабияке враження на слухачів. У XVI і XVII століттях звичаєм стає складати гумористичні і сатиричні панегірики, або похвальні слова: наприклад, похвала пияцтву, хворобам, тваринам і рослинам (котам, щурам, мишам). Особливо знаменита сатира у формі панегірика — «Похвала глупоті» Еразма Роттердамського. У XVII столітті у Франції внаслідок особливих умов посилення королівської влади розвинулася придворна панегірична хвалебна поезія. У XVIII столітті Вольтер, Дідро, Д'Аламбер й інші знамениті філософи століття писали панегірики Катерині II, Фрідріхові Великому і т. ін. З іншого боку, дрібні літератори і поети складають панегірик Вольтеру та іншим знатним особам і вельможам. Із XVII ст. у Франції особливо відомі панегірики Боссюе священній королівській владі.
Інший сучасник Людовика XIV, Буало, видав у 1666 році збірку «Discours au roi» — панегірик королю і монархії. У XVII ст. він створив у Франції спеціальну літературу академічних промов, або «похвальних слів», що представляють низку риторичних панегіриків видатним державним діячам, воїнам, ученим, поетам і т. д. Особливою популярністю і значенням користувалися промови Кондорсе, Д'Аламбера та інших академіків. Традиція вимовляти в урочисті та святкові дні похвальні слова з метою повчання поширилася і на теренах Російської імперії та розвинулася у проповіді, а згодом — у літературі та поезії XVII і XVIII ст. Проповіді Феофана Прокоповича майже завжди є панегіриками царю Петру. Наука і література ще довгий час потребували заступництва впливових осіб: звідси й тенденція до написання панегіриків Петру, Єлизаветі, Катерині II і вельможам. Залежність учених і поетів від царського двору зумовила виникнення особливої придворної, панегіричної, непомірної в похвалах і улесливої літератури.

## Панегірик в українській літературі
В українську літературу жанр панегірика прийшов із західноєвропейської через посередництво польської літератури наприкінці XVI ст. і набув поширення завдяки шкільній освіті, особливо єзуїтським школам, у яких панегіричні твори були як предметом вивчення, так і навчальним завданням. Більшість українських панегіриків надруковано латинським шрифтом польською та латинською мовами, самостійних видань кириличним, гражданським, грецьким шрифтами існує значно менше. Перші українські панегіричні видання вийшли друком у Львові. Зокрема, йдеться про один із первістків друкарні Ставропігійського Успенського братства — «Просфоніму» 1591 р., що містить віршовані привітання грецькою та церковнослов'янською мовами від учнів Львівської братської школи на честь київського митрополита Михайла Рогози. Саме з цього твору дослідники і починають історію українського панегірика. Інше львівське панегіричне видання того часу — латиномовна шлюбна епіталама («Epithalamium») Шимона Шимоновича на честь польського короля Сигізмунда ІІІ Вази та дочки австрійського ерцгерцога Карла ІІ Анни, опублікована в друкарні Матвія Ґарволіна в 1592 р. У XVII ст. нові історичні реалії на українських теренах наповнили панегіричні твори суспільно-політичним змістом, змістили фокус уваги українських панегіристів із уславлення персоналії, її шляхетності та меценатської діяльності на звеличування інших заслуг особи — захисту рідної землі, руської мови та православної віри. Із зміною історичного контексту упродовж XVIII ст. панегіричний жанр формалізується, поступово наповнюється бароковим славослів'ям і повертається до своєї первісної функції «шкільної вправи».